# Styrax foveolaria
Espèce
Synonymes
- Foveolaria ferruginea Ruiz & Pav.[1]
- Strigilia racemosa DC.[1]
- Tremanthus ferruginea (Ruiz & Pav.) Pers.[1]

Statut de conservation UICN

 VU D2 : Vulnérable
Styrax foveolaria est une espèce de plantes à fleurs de la famille des Styracaceae.

## Publication originale
- Das Pflanzenreich IV. 241(Heft 30): 85. 1907.